# IUPAP Magnetism Award and Néel Medal
Der IUPAP Magnetism Award and Néel Medal ist ein alle drei Jahre von der IUPAP vergebener Preis für herausragende Arbeiten zum Magnetismus (in der Grundlagenforschung oder angewandten Forschung). Er wird auf der International Conference on Magnetism vergeben. Seit 2003 wird er zusammen mit der Néel Medal verliehen, die von CNRS und dem Institut Néel gesponsert wird. Finanziell wird der Preis vom Verlag Elsevier gesponsert.

## Preisträger
- 1991 Arthur J. Freeman
- 1994 Albert Fert, Peter Grünberg
- 1997 Robert J. Birgeneau
- 2000 Frank Steglich
- 2003 Gabriel Aeppli, David Awschalom, Hideo Ōno
- 2006 John Slonczewski
- 2009 Stuart Parkin
- 2012 Sadamichi Maekawa, Yoshinori Tokura
- 2015 Chia-Ling Chien
- 2018 Samuel D. Bader, Ramamoorthy Ramesh, Kang L. Wang
- 2021 Agnès Barthélémy und Nicola Spaldin
- 2024 Masato Sagawa